# Antônio Lomanto Júnior
Antônio Lomanto Júnior, conocido como Lomanto Júnior, (29 de noviembre de 1924 – 23 de noviembre de 2015) fue un político brasileño. Gobernador del Estado de Bahía desde 1963 a 1967, fue el gobernador más joven de Bahía en su historia. Más tarde, fue senador en la Cámara de Diputados de Brasil, representando al Estado de Bahía, de 1979 a 1987. Fue también alcalde de la ciudad de Jequié en dos períodos.

## Biografía
Lomanto nació en Jequié, Bahía, el 29 de noviembre de 1924. Casado con Hildete Lomanto, tuvo cinco hijos: Lomanto, Leur, Lilian, Tadeu y Marco Antonio. Su hijo, Leur Lomanto, fue diputado durante siete legislaturas y su nieto, Leur Lomanto Junior, miembro de la Asamblea Legislativa de Bahía.

## Trayectoria
Empezó su carrera política como concejal de Jequié, de 1947 a 1951. En 1951 se convirtió en alcalde de Jequié, cargo que ostentó en dos períodos, de 1951 a 1955 y una segunda vez de 1959 a 1963. Entre ambos períodos, Lomanto fue elegido miembro de la Asamblea Legislativa estatal de Bahía, de 1955 hasta 1959.
En 1962, Lomanto fue elegido Gobernador de Bahía. Tomó posesión del cargo el 7 de abril de 1963, a la edad de 37 años, siendo el Gobernador más joven en la historia del estado de Bahía. Ocupó el cargo hasta 1967. Durante su mandato, Lomanto favoreció la construcción de varias carreteras importantes, incluyendo la BR-101, que pasó a estar integrada con el resto del estado, así como la instalación de electricidad por todo el estado, muchas veces por primera vez. También reconstruyó el Teatro Castro Alves, un Centro cultural en Salvador, y construyó la avenida Contorno en la capital estatal. Su otra infraestructura importante fue el puente Pontal sobre la bahía Pontal, en Ilhéus.
Más tarde fue senador en la Cámara de Diputados de Brasil, de 1979 a 1987. Su último puesto de representación fue el de alcalde de Jequié, de 1993 a 1997, su último destino político antes de su jubilación.
Lomanto Júnior murió en el Hospital Português en Salvador, Bahía, el 23 de noviembre de 2015, a la edad de 90 años. El cadáver de Lomanto estuvo expuesto en el Palácio da Aclamação en Salvador durante el día 24 de noviembre. Su funeral se celebró en la Catedral de Santo Antônio, en Jequié, el 25 de noviembre de 2015. Fue enterrado en el cementerio São João Batista, también en Jequié.